# Индейка
Инде́йка (самец — индю́к; Meleagris gallopavo (Linnaeus, 1758)) — крупная куриная птица Нового Света из рода индеек, семейства фазановых. Считается родоначальником домашней индейки. Индейка — это приготовленное блюдо, тогда как индюшка — это особь женского пола.

## Общая характеристика
|  |
|  |

Дикие индейки имеют крупные размеры, весят до 8 кг (самец). Длина самца 100—110 см, самки 85 см. Ноги длинные, крепкие. Птицы способны к перелёту на небольшие расстояния.

## Внешний вид
Верхняя сторона индейки буровато-жёлтая и буровато-рыжая, с металлическим блеском, перья с чёрными каёмками, нижняя часть спины и кроющие перья хвоста бурые с зелёными и чёрными полосками. Нижняя сторона от желтовато-бурого до буровато-серого цвета. Маховые перья чёрно-бурые с более светлыми полосками. Хвост бурый с чёрными волнистыми полосками.
Голова и верхняя половина шеи голубые, неоперённые. Имеются так называемые «бородавки» красного цвета: на лбу у основания клюва свешивается мясистый придаток, на горле висит складка кожи.
Ноги красные или фиолетовые. На груди пучок щетинистых перьев, похожих на конский волос.
Самка бледнее окрашена и меньше размером, чем самец.

## Образ жизни
Водится в лесах Северной Америки.
Питается растительной и животной пищей — орехами, желудями, зёрнами и различными плодами, а также насекомыми.

## Размножение
Гнездятся на земле. В апреле самка кладёт от 10 до 15 и даже 20 яиц и самоотверженно их охраняет.
Дикие индюки нередко соединяются с домашними самками, птенцы получаются при этом лучшего качества, чем от домашних индюков.

## Распространение
Распространены на юго-востоке США, Канады и в Мексике.

## Люди и индейка

### Применение у ацтеков
В своём фундаментальном произведении «Общая история дел Новой Испании» (1547—1577) Бернардино де Саагун, опираясь на сведения ацтеков о свойствах растений, привел различные сведения о применении индейки в восстанавливающих здоровье блюдах:

…Но если у больного в чрезвычайный беспорядок пришел желудок, то он пусть выпьет определенный род атоле, который на местном языке называется истатолли, или бульон из сваренного индюка два или три раза. Хворь очистится. Затем поесть… Или выпить эту хорошенько проваренную воду из ашина, но если он не захочет её пить, то, по крайней мере, пусть выпьет куриный бульон… И в случае если понос сильный, чтобы задержать его, заставляют принять немного птичьего бульона или жидкие кашицы под названием йолатолли… Приняв его таким образом, больной выпивает немного птичьего бульона или бульона из птичьих грудинок, называемых йолатолли, и, приняв это, поест; но он не должен пить холодную воду…

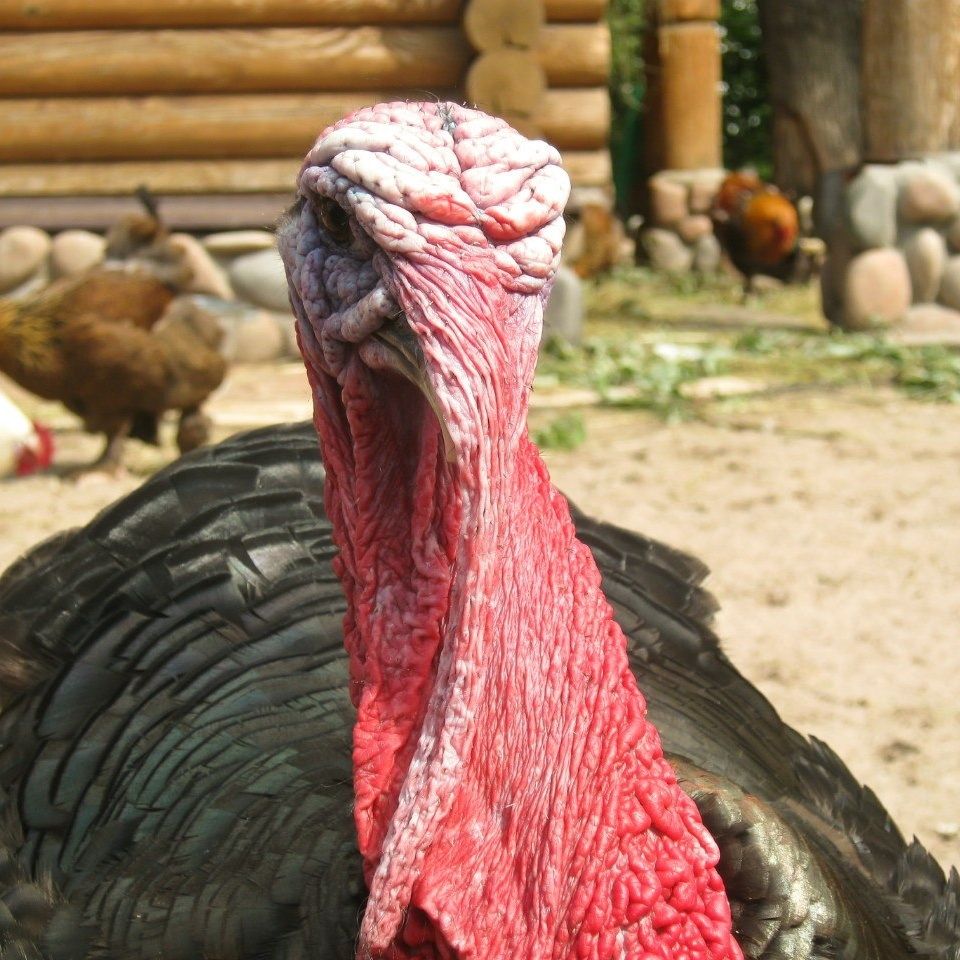
Индюк в Ленинградском зоопарке

### Современное значение
Дикая индейка служит предметом охоты как ружейной (к самцам подкрадываются на току, то есть в брачный период), так и ловушками. Последняя облегчается крайней глупостью птицы.
Мясо индейки хотя не столь нежно, как куриное, но питательнее. Самка вкуснее самца, и потому выбирают первую, чтобы начинять её каштанами и трюфелями. Старые индейки годны только для выварки из них супов и бульонов. Поскольку дикие индейки питаются желудями, ягодами и плодами, то мясо их вкуснее домашних. Мясо индейки, снятое с костей, приготовляют en daube, для чего свёртывают мясо в рулет и тушат его, или готовят индейку, начинённую фаршем, фисташками и прочим.
Одомашненная индейка является одним из основных видов сельскохозяйственной птицы.

### Индейка в филателии
Дикой и домашней индейке посвящались почтовые марки 29 стран, включая Советский Союз (выпуск из трёх марок 1990 года).

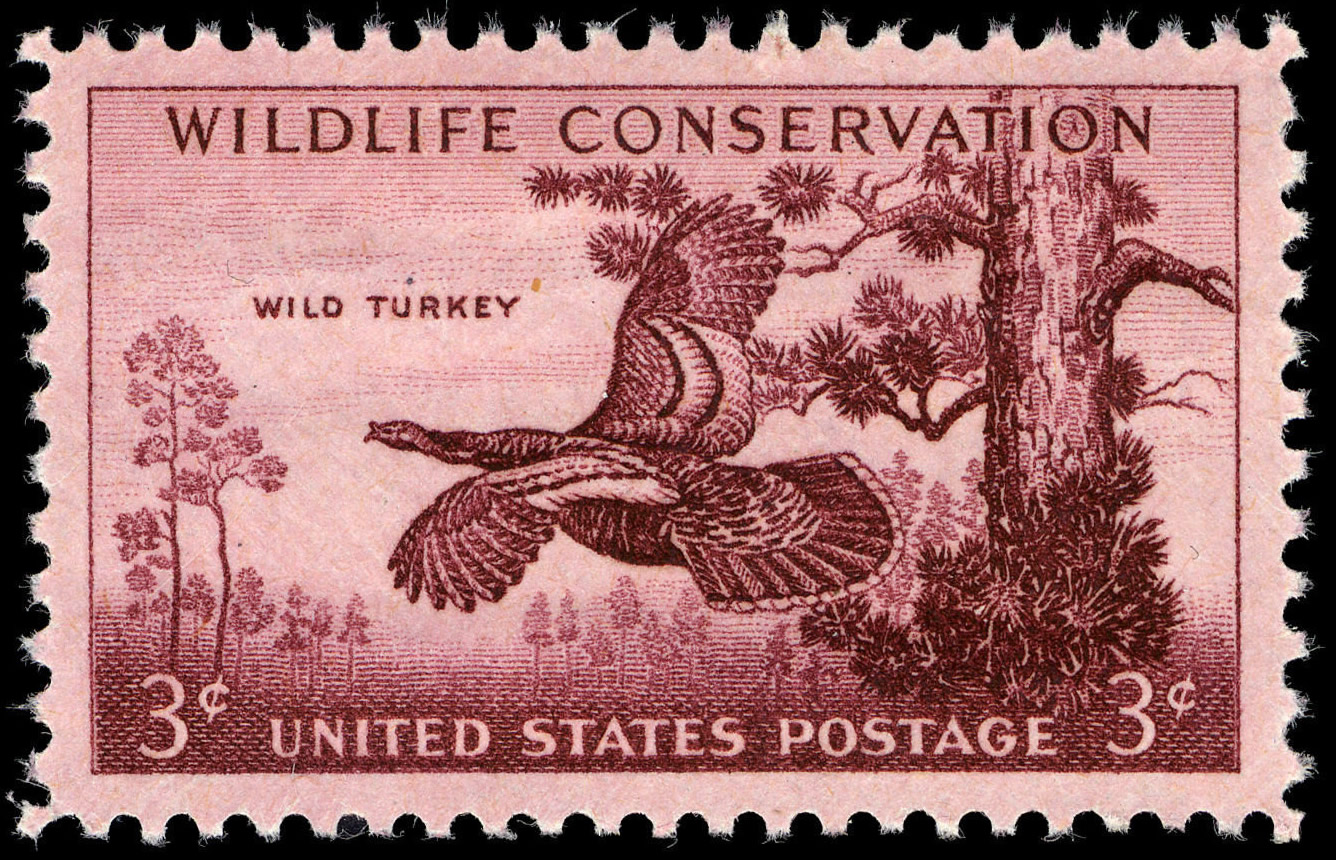
Дикая индейка на почтовой марке США (1956)
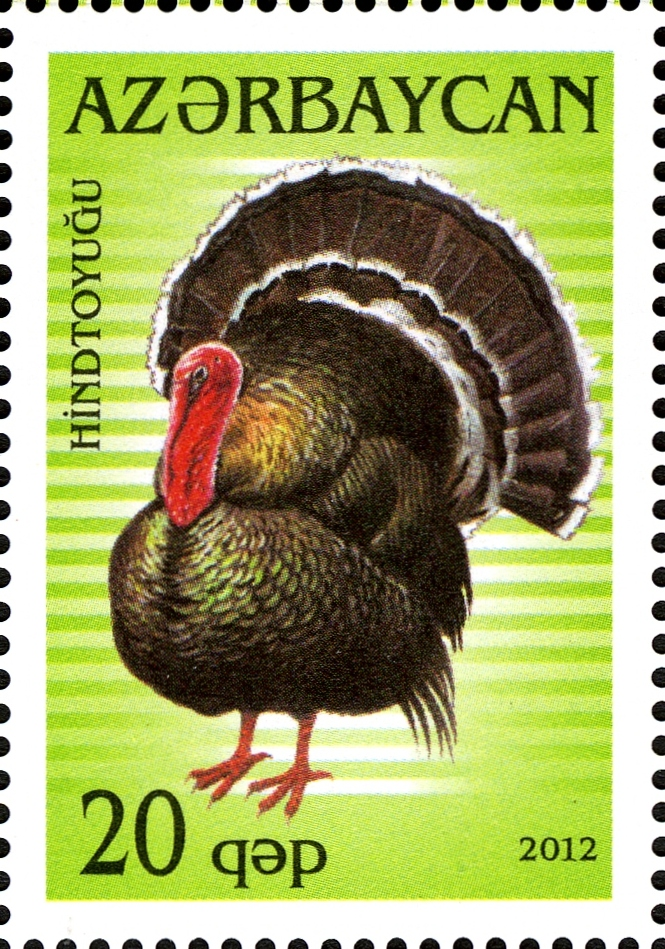
Домашний индюк на почтовой марке Азербайджана (2012)

## Классификация
Различают шесть подвидов индейки:
- Meleagris gallopavo silvestris
- Meleagris gallopavo osceola
- Meleagris gallopavo intermedia
- Meleagris gallopavo mexicana
- Meleagris gallopavo merriami
- Meleagris gallopavo gallopavo

## Генетика
Кариотип: 80 хромосом (2n).
Молекулярная генетика
- Депонированные нуклеотидные последовательности в базе данных EntrezNucleotide, GenBank, NCBI, США: 290 813 (по состоянию на 5 марта 2020).
- Депонированные последовательности белков в базе данных EntrezProtein, GenBank, NCBI, США: 30 600 (по состоянию на 5 марта 2020).

Домашней индейке — как генетически достаточно хорошо изученному виду птиц — принадлежит значительная часть депонированных нуклеотидных последовательностей в отряде Galliformes.
Геном: 1,31—1,68 пг (C-value).
Полное секвенирование генома домашней индейки было завершено в 2010 году; при этом индейка стала третьим видом птиц (после курицы и зебровой амадины), для которого имеются физическая карта и сборка последовательности полного генома. Благодаря хорошему качеству сборки генома M. gallopavo, осуществлённой на хромосомном уровне, вид имеет важное значение в сравнительной геномике для выяснения эволюции птичьих геномов.